# أقتاي زولفوقاروف
أقتاي قدير أغلو زولفوقاروف (بالأذربيجانية: Zülfüqarov Oqtay Qədir oğlu) ملحن أذربيجاني، حائز على لقب الجدارة للجمهورية أذربيجان (1972)، فنان الشعب في جمهورية أذربيجان(2000).

## حياته
ولد أقتاي زولفوقاروف في 31 مايو، عام 1929 في أسرة طبيب.
درس في مدرسة للموسيقى إسمه عاسف زينلي. هو كان طالبا قار قاراييف.
عمل كزيموف كمعلم في مدرسة رقم 1 بين 1949-1958 و مهندس الصوت في 1960-1962 و مدير في صف الموسيقى.
و عمل الملحن كمدير الفن في فيلهارموني الأطفال الحكومية سنوات عديد.
تم منح أقتاي زولفوقاروف على لقب الجدارة للجمهورية أذربيجان في عام 1972، فنان الشعب في جمهورية أذربيجان في عام(2000).
توفي أقتاي زولفوقاروف في 9 أغستوس، عام 2000.

## جوائزه
- حائز على لقب الجدارة للجمهورية أذربيجان، عام 1972
- فنان الشعب في جمهورية أذربيجان، عام 2000.
- وسام «شهرة»، عام 2009.[3]

## أعماله

### باليه
- علي بابا و اربعين لصوص (1990)
- التفاح السحرية (2012)

### أوبيرا
- حكاية الغابة
- سبارو و القطة
- النجوم و الفتاة[4]

## وصلات خارجية
- أقتاي زولفوقاروف على موقع IMDb (الإنجليزية)
- أقتاي زولفوقاروف على موقع ميوزك برينز (الإنجليزية)
- أقتاي زولفوقاروف على موقع ديسكوغز (الإنجليزية)

1. ↑  MusicBrainz (بالإنجليزية), MetaBrainz Foundation, QID:Q14005
2. ↑  Union of Azerbaijan Composers نسخة محفوظة 19 نوفمبر 2017 على موقع واي باك مشين.
3. ↑  Oqtay Zülfüqarov | The Classical Composers Database | Musicalics نسخة محفوظة 24 أكتوبر 2017 على موقع واي باك مشين.
4. ↑  Зульфугаров Октай Кадыр-оглы – Краткие биографии نسخة محفوظة 10 ديسمبر 2019 على موقع واي باك مشين.